# Antonino Faà di Bruno (attore)
Antonino Faà di Bruno (Londra, 15 dicembre 1911 – Alessandria, 6 maggio 1981) è stato un generale, attore e nobile italiano.

## Biografia

### I primi anni e la carriera militare
Appartenente alla nobile dinastia piemontese dei marchesi Faà di Bruno, da cui provenivano anche il beato Francesco Faà di Bruno e il capitano di vascello Emilio Faà di Bruno, eroe deceduto nella battaglia di Lissa del 1866, Antonino era figlio del marchese Alessandro Faà di Bruno (1873-1967), console generale a Londra fra il 1900 ed il 1915, e di sua moglie Fanny Costì (1881-1975), nata a Trieste. Il suo nome era derivato da un antenato omonimo, che nel Settecento era stato vescovo di Asti. Un altro suo antenato, Carlo Luigi Buronzo del Signore, era stato arcivescovo di Torino in epoca napoleonica. Sempre per parte della famiglia di suo padre, era discendente diretto dello scrittore illuminista Pietro Verri e del nobile Giberto Borromeo, conte di Arona. Suo fratello fu lo scrittore e giornalista Gianluigi Faà di Bruno.
Intrapresa la carriera militare, fu membro dell'esercito, tenente dei Granatieri di Sardegna in Africa Orientale Italiana, dove nel 1941 ad Asmara si guadagnò una decorazione. Terminata la guerra, nel 1947 prese in moglie Anna Maria Andreini, vedova di suo cugino Emilio (deceduto nel 1943), dalla quale quest'ultimo aveva avuto due figlie che Antonino adottò.

### La carriera cinematografica

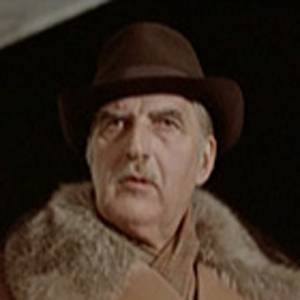
Antonino Faà di Bruno nel film Il secondo tragico Fantozzi (1976)

Una volta in pensione, congedato col rango di generale di brigata, intraprese per puro diletto la carriera di attore cinematografico: Carlo Lizzani lo chiamò per interpretare una piccola parte nel film La vita agra, a cui seguirono Porcile (1969), di Pier Paolo Pasolini, Lo chiameremo Andrea (1972), di Vittorio De Sica, Amarcord (1973), di Federico Fellini, Il domestico (1974), di Luigi Filippo D'Amico, La donna della domenica (1975), di Luigi Comencini e Come una rosa al naso (1976), di Franco Rossi. 
Tuttavia i ruoli più ricordati furono quello del militare in pensione e golpista Ribaud in Vogliamo i colonnelli (1973), di Mario Monicelli, e quello del duca conte Piercarlo ingegner Semenzara ne Il secondo tragico Fantozzi, di Luciano Salce (1976).
Nei periodi di pausa, Faà di Bruno trascorreva la maggior parte del suo tempo nella dimora di campagna di famiglia a Istia d'Ombrone, Grosseto.

### Il decesso
Morì ad Alessandria il 6 maggio 1981, all'età di 69 anni, per complicazioni dovute a un trauma cranico, che si era procurato venendo investito da un autobus nel centro storico della città il 16 aprile precedente. La sua ultima apparizione fu nel film Il minestrone (1981) di Sergio Citti. Alla sua morte lasciò la moglie e le due figlie adottive Camilla e Costanza, già sposate all'epoca dei fatti. Il suo nome tornò agli onori della cronaca alcuni mesi dopo la sua scomparsa, quando la moglie Anna Maria denunciò una truffa plurimilionaria di cui il marito sarebbe stato vittima poco tempo prima della morte.

## Filmografia

### Cinema
- La vita agra, regia di Carlo Lizzani (1964)
- Porcile, regia di Pier Paolo Pasolini (1969)
- Los amigos, regia di Paolo Cavara (1972)
- Lo chiameremo Andrea, regia di Vittorio De Sica (1972)
- Che cosa è successo tra mio padre e tua madre? (Avanti!), regia di Billy Wilder (1972)[9]
- Vogliamo i colonnelli, regia di Mario Monicelli (1973)
- Amore e ginnastica, regia di Luigi Filippo D'Amico (1973)
- Mordi e fuggi, regia di Dino Risi (1973)
- Amarcord, regia di Federico Fellini (1973)
- Un uomo, una città, regia di Romolo Guerrieri (1974)
- Alla mia cara mamma nel giorno del suo compleanno, regia di Luciano Salce (1974)
- Il domestico, regia di Luigi Filippo D'Amico (1974)
- Bianchi cavalli d'agosto, regia di Raimondo Del Balzo (1975)
- La donna della domenica, regia di Luigi Comencini (1975)
- Il secondo tragico Fantozzi, regia di Luciano Salce (1976)
- Come una rosa al naso, regia di Franco Rossi (1976)
- La soldatessa alle grandi manovre, regia di Nando Cicero (1977)
- L'appuntamento, regia di Giuliano Biagetti (1977)
- Un attimo, una vita, regia di Sydney Pollack (1977)
- Bionda Fragola, regia di Mino Bellei (1980)
- Una vacanza bestiale, regia di Carlo Vanzina (1980)
- Il minestrone, regia di Sergio Citti (1981)

### Televisione
- Il passatore, regia di Piero Nelli – miniserie TV (1977)
- Ma che cos'è questo amore, regia di Ugo Gregoretti – miniserie TV (1979)

## Doppiatori italiani
- Arturo Dominici in Lo chiameremo Andrea
- Sergio Fiorentini in Il domestico